# 蒙塔尔托利古雷
蒙塔尔托利古雷（義大利語：Montalto Ligure），是意大利因佩里亚省的一个市镇。总面积13.85平方公里，人口363人，人口密度26.2人/平方公里（2009年）。ISTAT代码为008036。